# Cocconotus ecuadoricus
Cocconotus ecuadoricus är en insektsart som först beskrevs av Morgan Hebard 1924.  Cocconotus ecuadoricus ingår i släktet Cocconotus och familjen vårtbitare. Inga underarter finns listade i Catalogue of Life.